# Inna Oszipenko-Radomszka
Inna Volodimirivna Oszipenko-Radomszka (ukránul: Інна Володимирівна Осипенко-Радомська, Inna Oszipenko-Radomszka; Novorajszk, 1982. szeptember 20. –) olimpiai- és világbajnok ukrán születésű azerbajdzsáni kajakozó.
2014 lemondott az ukrán válogatott tagságáról, azóta azeri színekben versenyez. Lépését azzal indokolta, hogy Ukrajnában saját költségén kellett edzenie.